# Макорти
Макорти́ — село в Україні, у Девладівській сільській громаді Криворізького району Дніпропетровської області.
Населення — 472 мешканця.

## Географія
Село Макорти знаходиться на правому березі річки Саксагань, вище за течією починається Макортівське водосховище, нижче за течією на відстані 1 км розташоване село Мар'є-Костянтинівка, на протилежному березі — село Мар'є-Костянтинівка.

## Населення

### Мова
Розподіл населення за рідною мовою за даними перепису 2001 року:
| Мова       | Кількість | Відсоток |
| ---------- | --------- | -------- |
| українська | 454       | 96.19%   |
| російська  | 17        | 3.60%    |
| румунська  | 1         | 0.21%    |
| Усього     | 472       | 100%     |

## Економіка
Тут розташована Софіївська виправна колонія (№ 45).

## Релігія
В селі розташований на території колонії Храм Святого великомученика Феодота (Богдана) ПЦУ (вул. Центральна, 3).

## Інтернет-посилання
- Погода в селі Макорти [Архівовано 20 грудня 2011 у Wayback Machine.]

1. ↑  Рідні мови в об'єднаних територіальних громадах України — Український центр суспільних даних